# 吉川弘文館
株式会社吉川弘文館（よしかわこうぶんかん）は、日本史関連を主軸とした老舗の出版社。1857年（安政4年）に、吉川半七により設立。戦後1949年（昭和24年）に株式会社として現在に至る。

## 概要
明治時代に、『古事類苑』『故実叢書』『本居宣長全集』『和漢三才図会』『賀茂真淵全集』『大日本史』『国史大辞典（明治版）』等を出版、大正時代に『水戸藩史料』、昭和戦前期に『日本随筆大成』『新訂増補 国史大系』等、多数の史料集・辞典類を刊行し日本史学の発展に寄与している。
戦後には、古代史から近現代史までの多数の研究書に加え、文化史・美術史・考古学・民俗学・宗教史・国語・国文学等の書籍を出版しており、日本史の大半の学者が著書・編著を刊行している。
一般読者を対象とした教養書として、伝記『人物叢書』、選書での再刊版『読みなおす日本史』、日本史研究の成果を分かりやすくまとめた『日本歴史叢書』、人類誕生から現代に至る歴史と文化を扱った一大シリーズ『歴史文化ライブラリー』、通史『日本の時代史』や廉価再刊版『歴史文化セレクション』等がある。なお世界史・美術関連書も少数だが、数十冊出版されている。
昨今の研究潮流として、地域研究が挙げられる。『東海の中世史』『東北の古代史』『東北の中世史』『動乱の東国史』はじめとしたオーソドックスな通史や、『関東の名城を歩く』『東北の名城を歩く』といった歴史散歩、さらには、『〈沖縄基地問題〉を知る事典』『沖縄戦を知る事典』『戦争孤児たちの戦後史』など現代史を扱ったものも注目されている。
また日本史を知るための必携である『国史大辞典』『日本民俗大辞典』『日本史総合年表』等の辞典・年表や、史料集『明治天皇紀』『皇室制度史料』『平城京木簡』『飛鳥藤原京木簡』等がある。また日本史学に多くの業績を残した、久米邦武、坂本太郎、関晃、大久保利謙、西山松之助、桜井徳太郎、永原慶二、直木孝次郎、宮田登等の「著作集」を刊行している。なお、事務局を社内に置く日本歴史学会が編集する月刊学術誌「日本歴史」と、隔月刊PR誌「本郷」を発刊している。
2010年（平成22年）7月1日よりデジタル版「国史大辞典」が、インターネット百科事典「ジャパンナレッジ」の新しいコンテンツとして公開された。

## 歴史
創業者吉川半七は、天保10年（1839年）に近江国（滋賀県）で生まれ、江戸日本橋蛎殻町の書肆若林屋喜兵衛に奉公。安政4年（1857年）19歳で独立、自営を許されて書物の仲買を始める。文久3年（1863年）には長姉の婚家で麹町の貸本屋近江屋を継ぎ、近江屋吉川半七を名乗った。元治元年（1864年）、江戸・京坂を往来して書籍の交易を行う。
明治3年（1870年）東京府京橋南伝馬町（現在の中央区京橋一丁目）の表通りに新店舗（吉川書房）を開く。扱った書物は、新時代の要望に応え、和漢書のほか、福沢諭吉・中村正直等の西洋文化の翻訳類も数多く取り揃え、とくに上方版の常備販売は他店の追随を許さぬものがあった。明治5年（1872年）には、吉川書房の階上に「貸本屋」の大革新を試み、有料（1時間半銭）の書物展覧所を設け、広く内外の書籍を集めて公開し「来読貸観所」と称した。大槻如電は「日本における図書館の濫觴なり」と称賛している（明治9年（1876年）11月火災により閉鎖する）。明治10年（1877年）頃より出版を兼業し、はじめ「文玉圃」「近江屋」等の号も用いたが、多くは「吉川半七」の個人名をもって発行所とした。明治12年（1879年）には内閣書記官岡三橋（守節・書家）の推挙により宮内省御用書肆となり、『萬葉集古義』『幼学綱要』『婦女鑑』等、多数の宮内省蔵版の出版を引き受け、明治20年（1887年）頃より、時代の趨勢に鑑み出版に専業し、もっぱら学術書の刊行に従事する。
明治33年（1900年）「弘文館」の商号を建て、大部な叢書の発行や、予約出版を行う。明治35年（1902年）吉川半七が63歳で死去。二代目吉川半七が明治37年（1904年）資本金10万円で合資会社吉川弘文館を設立する。明治38年（1905年）、国書刊行会の編輯所を吉川弘文館倉庫の二階に置き、この年から発行した刊行会本（国書刊行会叢書）の印刷・配本を引き受け、大正11年（1922年）までに全8期、57部、260冊を刊行。大正12年（1923年）9月1日の関東大震災により店舗や資料を全て消失する。昭和4年（1929年）『新訂増補国史大系』の刊行を開始する。昭和18年（1943年）太平洋戦争中の「出版事業令」により、企業合同を行い一時事業を休止。この年までに国史大系58冊を刊行する。
戦時中の休業を経て、昭和24年（1949年）5月7日、吉川圭三ほか3人が出資し、新生「株式会社吉川弘文館」として再発足し、現在に至る。

## 受賞
- 第11回菊池寛賞（1963年） - 『人物叢書』の刊行による[1]。